# Ophiorrhiza fucosa
Ophiorrhiza fucosa är en måreväxtart som beskrevs av Henry Fletcher Hance. Ophiorrhiza fucosa ingår i släktet Ophiorrhiza och familjen måreväxter.
Artens utbredningsområde är Kambodja. Inga underarter finns listade i Catalogue of Life.